# Esteve Marturià i Fernel
Esteve Marturià i Fernel   (Calonge i Sant Antoni, 15 d'agost de 1758 - Barcelona, setembre 1803 ↔ agost 1805) fou un cirurgià i catedràtic del Col·legi de Cirurgia de Barcelona.

## Biografia
Fill de cirurgià, cursà els estudis de cirurgià en llatí entre el 1774 i el 1780. En aquest any probablement aprovà la revàlida de cirurgia que comprenia nou exàmens. L'any 1793 era professor supernumerari i seguidament catedràtic i bibliotecari del Col·legi de Cirurgia de Barcelona. Es dedicà especialment a l'obstetrícia. Participà en les juntes acadèmiques amb intervencions, censures i observacions. A instàncies d'Antoni Gibernat es traslladà al Col·legi de Cirurgia de Madrid, creat l'any 1771 durant el regnat de Carles III i vinculat a l'Armada.
Esteve Marturià defensava que les inspeccions anatòmiques havien de comprendre una descripció de la constitució del malalt, així com els símptomes essencials de la malaltia, el seu curs i el seu progrés. La Biblioteca de la Universitat de Barcelona conserva diversos manuscrits del cirurgià calongí.